# Jānis Daliņš
Jānis Daliņš (né le 5 novembre 1904 à Valmiera et décédé le 11 juin 1978 à Melbourne) était un athlète letton spécialiste de la marche athlétique.

## Biographie
En 1932, engagé sur le premier 50km marche des Jeux olympiques, il termine deuxième de la compétition derrière le favori Thomas Green. 
Deux ans plus tard, et sur la même distance, il remporte en 4 h 49 min 52 s le 1er Championnats d'Europe d'athlétisme à Turin, devant le Suisse Arthur Schwab.
Ainsi, Janis Dalins est le premier médaillé olympique de Lettonie et le premier médaillé letton aux Championnats d'Europe. En 1932, il est fait chevalier de l'ordre des Trois Étoiles.
Aux Jeux olympiques de 1936 et lors des Championnats d'Europe d'athlétisme 1938, Jānis Daliņš a participé à l'épreuve des 50km, mais n'a pu franchir la ligne d'arrivée, laissant, en 1936, son compatriote Adalberts Bubenko à la troisième place du podium.
Daliņš continue de concourir et remporte son dernier titre de champion de Lettonie lors de l'occupation allemande en 1942. À la fin de la Seconde Guerre mondiale, fuyant l'invasion soviétique, il part pour l'Australie avec toute sa famille.

## Postérité
À Valmiera, un stade et la rue qui longe ce dernier portent le nom du champion national et international, Jānis Daliņš (depuis 1991). En 1992, on érige un monument en son honneur à Valmiera, l'œuvre du sculpteur Ojārs Breģis.

## Palmarès
Sa meilleure performance sur le 50km marche est 4 h 37 min 50 s (1939).

### Record Mondial
Il a établi plusieurs records mondiaux, sur plusieurs distances.

### Jeux olympiques d'été
- Jeux olympiques 1932 à Los Angeles ( États-Unis) : 
  -  Médaille d'argent sur 50km marche

### Championnats d'Europe d'athlétisme
- Championnats d'Europe d'athlétisme 1934  à Turin ( Italie)  : 
  -  Médaille d'or sur 50km marche